# 笠原真澄
笠原 真澄（かさはら ますみ、女性、1967年3月29日 - ）は、日本のエッセイスト。
兵庫県生まれ。甲南大学文学部社会学科卒業。香港で会社勤務、1995年その経験を元に、海外で働く女の姿を描いた『香港でOLしよう!』でデビュー。『サエない女は犯罪である』が話題になる。成功者の立場からダメ女を叱咤する毒舌で知られる。

## 著書
- 香港でOLしよう! 海外で働く女の子たちの素顔 ダイヤモンド社 1995.4
- 辞めることから始めよう 行動編／心理編 サンクチュアリ出版・星雲社、1996 のち幻冬舎文庫
- 怒濤のライター志望 ベストセラーズ 1996.6
- サエない女は犯罪である 正続　絵:安彦麻理絵 ぶんか社 1997-1998 のち光文社知恵の森文庫
- もぎたて果林舎設立物語 出版社おいしい手づくり奮闘記 果林舎 1999.11
- いい女ほど男運が悪い 光文社文庫 1999.4
- つくづくいい女ほど男運が悪い 光文社知恵の森文庫 2000
- フツーのはずなのに、どこかサエない男たち 草思社 2000.11
- あなたに友だちがいない理由 新潮OH!文庫 2000.10
- 恋は忘れてやられ旅 いい女は荒野を目指す!（編著）扶桑社 2001.12
- 恋愛が苦手でもごきげんでいる方法 光文社知恵の森文庫 2001
- 幸運な私をつくる単純な方法 大和書房 2001.11
- 田舎がきゅうくつなひと都会がたいくつなひと サンクチュアリ出版 2001.7
- 強気な女が泣きたい夜に 光文社知恵の森文庫 2003
- 仕事をやめられない、あなたへ サンクチュアリ・パブリッシング 2004.7
- 恋は痩せたもの勝ち 光文社知恵の森文庫 2005
- それでも恋は痩せたもの勝ち 光文社知恵の森文庫 2006